# Hypsiboas alboniger
Espèce
Synonymes
- Hyla zebra Duméril & Bibron, 1841 nec Shaw, 1802
- Hyla albonigra Nieden, 1923
- Hyla ocapia Andersson, 1939 "1938"

Statut de conservation UICN

 NT  : Quasi menacé
Hypsiboas alboniger est une espèce d'amphibiens de la famille des Hylidae.

## Répartition
Cette espèce est endémique du Bolivie. Elle se rencontre entre 2 000 et 3 416 m d'altitude :
- dans le sud-ouest du département de Cochabamba ;
- dans l'ouest du département de Chuquisaca ;
- dans le nord-ouest du département de Tarija ;
- dans l'est du département de Potosí.

## Publication originale
- Nieden, 1923 : Subordo Aglossa und Phaneroglossa. Anura 1. Das Tierreich, vol. 46, p. 1-584.